# Myrmeleotettix
A Myrmeleotettix a sáskafélék rendszertani családjának egyik neme. Az ide tartozó fajok Eurázsiában élnek, a Brit-szigetektől Mongóliáig.

## Fajok
A genusba 11 faj tartozik. Magyarországon a homoki bunkóscsápúsáska és a kis bunkóscsápúsáska képviseli.
- Myrmeleotettix angustiseptus Liu, 1982
- Myrmeleotettix antennatus (Fieber, 1853) - homoki bunkóscsápúsáska
- Myrmeleotettix brachypterus Liu, 1982
- Myrmeleotettix ethicus Sirin & Ciplak, 2011
- Myrmeleotettix kunlunensis Huang, 1987
- Myrmeleotettix longipennis Zhang, 1984
- Myrmeleotettix maculatus (Thunberg, 1815) - kis bunkóscsápúsáska
- Myrmeleotettix pallidus (Brunner von Wattenwyl, 1882)
- Myrmeleotettix palpalis (Zubovski, 1900)
- Myrmeleotettix pluridentis Liang, 1987
- Myrmeleotettix zaitzevi Mistshenko, 1968